# غاتشستان (شلال ودشتغل)
غاتشستان (بالفارسية: گچستان) هي منطقة سكنية تقع في إيران في قسم شلال ودشتغل الريفي.